# Milet (mitologija)
Prema grčkoj mitologiji, Milet (grčki Μύλης) bio je drevni kralj Lakonije. Bio je sin kralja Lelega i kraljice Kleoharije te brat Polikaona, kao i otac Eurota te djed Sparte, po kojoj je prozvan slavni grad.
Nakon očeve smrti, Milet je zavladao Lakonijom. Mileta samog naslijedio je njegov sin, Eurot, nakon Miletove smrti.
| prethodnik Leleg | Kralj Lakonije | nasljednik Eurot |